# Forbesichthys agassizii
Forbesichthys agassizii är en fiskart som först beskrevs av Putnam 1872.  Forbesichthys agassizii ingår i släktet Forbesichthys och familjen Amblyopsidae. Inga underarter finns listade i Catalogue of Life.